# Plo del Naou
Plo del Naou – szczyt górski położony we francuskiej części Pirenejów, w departamencie Pireneje Wysokie, na terenie gminy Arreau.